# 송 (남조)

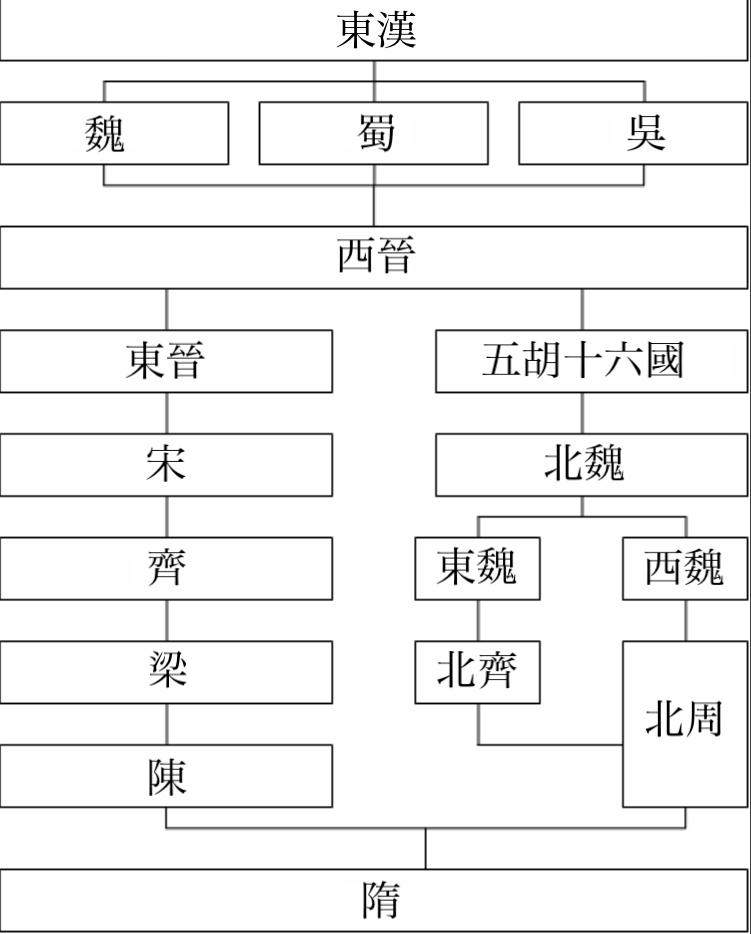
위진 남북조 시대(220~589) 왕조들의 계통도: 위진 시대는 220~420, 남북조 시대는 439~589

송(宋, 420년 ~ 479년)은 중국 남북조 시대 강남 지방에서 유유가 건국한 남조의 첫 번째 왕조다. 조광윤이 세운 송나라(960년 ~ 1279년)와 구별하기 위해 건국자인 유유의 성씨를 따라 유송(劉宋)이라 부르기도 한다.

## 역사
동진 말기 강남에서 손은이 반란을 일으키자, 형주의 유력자 환현이 반란의 진정을 핑계로 건강에 들어가 제위를 빼앗자, 팽성군 출신의 하급군인이었던 유유(劉裕)는 군사를 일으켜 손은과 환현을 무찌르고 동진의 황제 안제를 복위시켰다. 유유는 후연의 침공을 격퇴하고, 반란군의 잔당을 소탕한 뒤 북벌을 감행해 후진의 요홍을 멸망시켜, 그 명성과 북부군(北府軍)의 병권을 배경으로 공제로부터 선양을 받아 즉위했다. 건국 후 귀족의 기득권을 보장해 주면서 정권을 안정화시켰다. 이때부터 하급군인 출신 황제의 무력과 귀족의 정치력이 결합되어 남조의 독특한 사회체제가 시작되었다.
유유는 토단법(土斷法) 등의 경제정책을 시행하면서 화북에서 온 유랑자들을 강남의 호적에 편입시켜 동진시대의 황적(黃籍), 백적(白籍; 유랑자의 신분증명서를 말한다.)의 구별 철폐를 추진했다. 이로써 토착민과 유랑자간의 과세의 균등화를 목표로 하였다. 무제는 동시에 군현의 통합을 추진하는 등 경제재건을 그렸으나 재위 3년 만에 죽었다. 후사를 한문(寒門) 출신의 서선지(徐羨之)·부량(傅亮)·단도제·사회(謝晦)에게 맡겼다. 그들은 제2대 황제인 유의부(소제)를 퇴위시키고, 유의륭을 즉위시켰다(문제).
문제는 왕홍(王弘)·왕화(王華)·은중감(殷仲堪) 등의 귀족들을 존중하고 문치를 내세운 30년간의 치세는 "원가의 치(元嘉之治)"라 불릴 정도로 태평성대를 구가하였다. 문제는 수재의 직을 기한을 두어 지방을 안정화 시키고, 430년 전서법(錢署法)을 두어 4주전(鑄錢)을 주조하여 일시에 화폐 경제를 부흥시켰다. 438년 유학, 현학, 문학, 사학의 4학을 연구하는 시설을 만들어 동진의 유민 도잠과 사령운·안연지 등이 시문세계에서 활약했고, 토번과 하서왕 등과 교류하였다.
그러나 문제는 430년, 450년 2번에 걸쳐 북위의 태무제에게 패배하여 회북(淮北)을 빼앗긴 것으로 인해 군사비가 증가하고, 태자에게 암살당하면서 송나라는 급속히 쇠퇴했다. 아버지를 암살한 형을 죽이고 제위에 오른 효무제는 아버지의 정책을 이어가면서, 형주·양주·강주의 군부의 권한을 축소시키고, 대사를 파견하여 조세의 독촉을 진행하고, 사족과 공상, 잡호와의 통혼을 금하고 사문에게 왕자를 배알하게 하는 등 중앙집권화를 그린 정치를 추진했다.
전폐제는 남조의 대표적인 포악한 황제로 숙부 유욱에게 암살당했다. 유욱은 명제가 되었으나 전폐제의 동생 유자훈(劉子勳)이 반항을 하자, 심유지(沈攸之)를 보내 그를 죽였다. 명제는 채흥종(蔡興宗) 등의 귀족의 말을 듣고 학관을 설치했으나 난의 평정 후 독단정치를 펼치며, 사치와 미신을 좋아해 재정을 궁핍하게 만들었다. 명제 이후 후폐제가 제위하였으나 숙부 유휴범이 한문 출신의 권력자들의 전횡에 분노해 병사를 일으켜 건강을 위협하자, 무장 소도성이 난을 평정하고 포악한 군주 폐제를 살해하고 순제를 옹립하였다. 심유지·유병(劉秉)·원찬(袁粲) 등이 의병을 모아 공격했으나 패퇴하자, 소도성은 모든 군권을 장악하였고, 기어코 479년 순제로부터 소도성이 선양을 받으면서 제나라를 건국한다. 이로써 송나라는 멸망했다.

## 역대 황제 일람
| 대수     | 묘호                                                        | 시호                                                      | 성명            | 생존기간      | 재위기간      | 연호                                              | 능호            |
| -------- | ----------------------------------------------------------- | --------------------------------------------------------- | --------------- | ------------- | ------------- | ------------------------------------------------- | --------------- |
| -        | -                                                           | 효황제 (孝皇帝) (무제 추존)                               | 유교 (劉翹)     | ? ~ ?         | -             | -                                                 | 흥녕릉 (興寧陵) |
| 제1대    | 송 고조 (宋高祖)                                            | 무황제 (武皇帝)                                           | 유유 (劉裕)     | 363년 ~ 422년 | 420년 ~ 422년 | 영초(永初) 420년 ~ 422년                          | 초녕릉 (初寧陵) |
| 제2대    | -                                                           | 소황제 (少皇帝)                                           | 유의부 (劉義符) | 406년 ~ 424년 | 422년 ~ 424년 | 경평(景平) 423년 ~ 424년                          | -               |
| 제3대    | 송 중종 (宋中宗) (유소 추시) 송 태조 (宋太祖) (효무제 추시) | 경황제 (景皇帝) (유소 추시) 문황제 (文皇帝) (효무제 추시) | 유의륭 (劉義隆) | 407년 ~ 453년 | 424년 ~ 453년 | 원가(元嘉) 424년 ~ 453년                          | 장녕릉 (長寧陵) |
| (비정통) | -                                                           | - (원흉<元兇>)                                            | 유소 (劉劭)     | 426년 ~ 453년 | 453년         | 태초(太初) 453년                                  | -               |
| 제4대    | 송 세조 (宋世祖)                                            | 효무황제 (孝武皇帝)                                       | 유준 (劉駿)     | 430년 ~ 464년 | 453년 ~ 464년 | 효건(孝建) 454년 ~ 456년 대명(大明) 457년 ~ 464년 | 경녕릉 (景寧陵) |
| 제5대    | -                                                           | 폐황제 (廢皇帝)                                           | 유자업 (劉子業) | 449년 ~ 465년 | 464년 ~ 465년 | 영광(永光) 465년 경화(景和) 465년                 | -               |
| 제6대    | 송 태종 (宋太宗)                                            | 명황제 (明皇帝)                                           | 유욱 (劉彧)     | 439년 ~ 472년 | 465년 ~ 472년 | 태시(泰始) 465년 ~ 471년 태예(泰豫) 472년         | 고녕릉 (高寧陵) |
| 제7대    | -                                                           | 폐황제 (廢皇帝) (창오왕<蒼梧王>)                          | 유욱 (劉昱)     | 463년 ~ 477년 | 472년 ~ 477년 | 원휘(元徽) 473년 ~ 477년                          | -               |
| 제8대    | -                                                           | 순황제 (順皇帝) (남제 고제 추시)                          | 유준 (劉準)     | 469년 ~ 479년 | 477년 ~ 479년 | 승명(昇明) 477년 ~ 479년                          | 수녕릉 (遂寧陵) |

## 같이 보기
- 중국의 역사
- 육조 시대
- 송나라